# ریخت متناهی
در هندسه جبری، ریخت متناهی (به انگلیسی: Finite Morphism) بین دو واریته آفین {\displaystyle X,Y}، نگاشت منظم چگالی است که یکریختی شمول {\displaystyle k\left[Y\right]\hookrightarrow k\left[X\right]} را بین حلقه‌های مختصاتیشان القاء می‌کند، چنان‌که {\displaystyle k\left[X\right]} روی {\displaystyle k\left[Y\right]} صحیح است. تعریف اخیر را می‌توان به واریته‌های شبه-تصویری نیز توسعه داد، چنان که نگاشت منظم {\displaystyle f\colon X\to Y} بین واریته‌های شبه-تصویری متناهی است اگر هر نقطه چون {\displaystyle y\in Y} دارای همسایگی آفین {\displaystyle V} باشد چنان که {\displaystyle U=f^{-1}(V)} آفین بوده و {\displaystyle f\colon U\to V} نیز یک نگاشت متناهی باشد (متناهی بودن این نگاشت، براساس تعریف قبلی است، چرا که نگاشتی بین واریته‌های آفین می‌باشد).

## ارجاعات
1. ↑  Shafarevich 2013, p. 60, Def. 1.1.
2. ↑  Shafarevich 2013, p. 62, Def. 1.2.